# Grand Prix moto des Pays-Bas 2006
Le  Grand Prix moto des Pays-Bas 2006 est la huitième manche du championnat du monde de vitesse moto 2006. La compétition s'est déroulée du 22 au 24 juin 2005 sur le TT Circuit Assen. C'est la 58e édition du Grand Prix moto des Pays-Bas.

## Classement MotoGP
| Pos  | Pilote            | Constructeur | Temps/Écart     | Départ | Points |
| ---- | ----------------- | ------------ | --------------- | ------ | ------ |
| 1    | Nicky Hayden      | Honda        | 42 min 27 s 404 | 4      | 25     |
| 2    | Shinya Nakano     | Kawasaki     | +4 s 884        | 2      | 20     |
| 3    | Daniel Pedrosa    | Honda        | +7 s 525        | 5      | 16     |
| 4    | Casey Stoner      | Honda        | +7 s 555        | 12     | 13     |
| 5    | Kenny Roberts Jr  | KR212V       | +8 s 078        | 10     | 11     |
| 6    | John Hopkins      | Suzuki       | +17 s 065       | 1      | 10     |
| 7    | Marco Melandri    | Honda        | +18 s 090       | 7      | 9      |
| 8    | Valentino Rossi   | Yamaha       | +23 s 951       | 18     | 8      |
| 9    | Carlos Checa      | Yamaha       | +29 s 027       | 8      | 7      |
| 10   | Chris Vermeulen   | Suzuki       | +31 s 627       | 6      | 6      |
| 11   | Makoto Tamada     | Honda        | +32 s 841       | 13     | 5      |
| 12   | Alex Hofmann      | Ducati       | +34 s 143       | 9      | 4      |
| 13   | Colin Edwards     | Yamaha       | +40 s 412       | 3      | 3      |
| 14   | Randy de Puniet   | Kawasaki     | +1 min 03 s 648 | 11     | 2      |
| 15   | Loris Capirossi   | Ducati       | +1 min 17 s 303 | 15     | 1      |
| 16   | Ivan Silva        | Ducati       | +1 tour         | 17     |        |
| 17   | José Luis Cardoso | Ducati       | +3 tours        | 16     |        |
| Abd. | James Ellison     | Yamaha       | Abandon         | 14     |        |

## Classement 250 cm3
| Pos  | Pilote              | Constructeur | Temps/Écart     | Départ | Points |
| ---- | ------------------- | ------------ | --------------- | ------ | ------ |
| 1    | Jorge Lorenzo       | Aprilia      | 40 min 30 s 770 | 1      | 25     |
| 2    | Alex De Angelis     | Aprilia      | +8 s 160        | 2      | 20     |
| 3    | Andrea Dovizioso    | Honda        | +8 s 240        | 3      | 16     |
| 4    | Alex Debón          | Aprilia      | +31 s 870       | 9      | 13     |
| 5    | Roberto Locatelli   | Aprilia      | +34 s 680       | 8      | 11     |
| 6    | Yuki Takahashi      | Honda        | +39 s 320       | 5      | 10     |
| 7    | Marco Simoncelli    | Gilera       | +39 s 380       | 6      | 9      |
| 8    | Anthony West        | Aprilia      | +45 s 100       | 11     | 8      |
| 9    | Hiroshi Aoyama      | KTM          | +47 s 520       | 10     | 7      |
| 10   | Manuel Poggiali     | KTM          | +59 s 290       | 17     | 6      |
| 11   | Alex Baldolini      | Aprilia      | +1 min 04 s 420 | 15     | 5      |
| 12   | Shuhei Aoyama       | Honda        | +1 min 05 s 820 | 4      | 4      |
| 13   | Franco Battaini     | Aprilia      | +1 min 14 s 390 | 16     | 3      |
| 14   | Arturo Tizon        | Honda        | +1 min 21 s 750 | 22     | 2      |
| 15   | Aleix Espargaro     | Honda        | +1 min 21 s 760 | 18     | 1      |
| 16   | Fabricio Perren     | Honda        | +1 min 33 s 410 | 21     |        |
| 17   | Jordi Carchano      | Honda        | +1 min 42 s 900 | 20     |        |
| 18   | Luca Morelli        | Aprilia      | +1 tour         | 23     |        |
| 19   | Franz Aschenbrenner | Aprilia      | +1 tour         | 24     |        |
| 20   | Raymond Schouten    | Honda        | +1 tour         | 25     |        |
| 21   | Randy Gevers        | Aprilia      | +1 tour         | 26     |        |
| 22   | Bram Appelo         | Honda        | +1 tour         | 28     |        |
| 23   | Jan Roelofs         | Yamaha       | +1 tour         | 27     |        |
| Abd. | Jules Cluzel        | Aprilia      | Abandon         | 19     |        |
| Abd. | Martin Cardenas     | Honda        | Abandon         | 12     |        |
| Abd. | Sylvain Guintoli    | Aprilia      | Abandon         | 7      |        |
| Abd. | Andrea Ballerini    | Aprilia      | Abandon         | 13     |        |
| Abd. | Jakub Smrž          | Aprilia      | Abandon         | 14     |        |

## Classement 125 cm3
| Pos  | Pilote                | Constructeur | Temps/Écart     | Points |
| ---- | --------------------- | ------------ | --------------- | ------ |
| 1    | Mika Kallio           | KTM          | 38 min 51 s 450 | 25     |
| 2    | Sergio Gadea          | Aprilia      | +0 s 122        | 20     |
| 3    | Alvaro Bautista       | Aprilia      | +0 s 128        | 16     |
| 4    | Simone Corsi          | Gilera       | +6 s 793        | 13     |
| 5    | Lukas Pesek           | Derbi        | +6 s 828        | 11     |
| 6    | Hector Faubel         | Aprilia      | +10 s 647       | 10     |
| 7    | Mattia Pasini         | Honda        | +10 s 691       | 9      |
| 8    | Thomas Lüthi          | Gilera       | +10 s 935       | 8      |
| 9    | Pablo Nieto           | Aprilia      | +13 s 297       | 7      |
| 10   | Raffaele de Rosa      | Aprilia      | +13 s 336       | 6      |
| 11   | Gabor Talmacsi        | Honda        | +13 s 430       | 5      |
| 12   | Joan Olive            | Aprilia      | +20 s 824       | 4      |
| 13   | Mike Di Meglio        | Honda        | +24 s 778       | 3      |
| 14   | Sandro Cortese        | Honda        | +27 s 876       | 2      |
| 15   | Nicolas Terol         | Derbi        | +28 s 772       | 1      |
| 16   | Bradley Smith         | Honda        | +37 s 462       |        |
| 17   | Lorenzo Zanetti       | Aprilia      | +39 s 194       |        |
| 18   | Manuel Hernandez      | Aprilia      | +46 s 514       |        |
| 19   | Joey Litjens          | Honda        | +47 s 384       |        |
| 20   | Michele Conti         | Honda        | +47 s 911       |        |
| 21   | Vincent Braillard     | Aprilia      | +48 s 374       |        |
| 22   | Michael Ranseder      | KTM          | +48 s 880       |        |
| 23   | Georg Froehlich       | Honda        | +59 s 268       |        |
| 24   | Lorenzo Baroni        | Honda        | +59 s 373       |        |
| 25   | Esteve Rabat          | Honda        | +59 s 455       |        |
| 26   | Simone Grotzkyj       | Aprilia      | +1 min 03 s 116 |        |
| 27   | Roberto Tamburini     | Aprilia      | +1 min 05 s 437 |        |
| 28   | Hiroaki Kuzuhara      | Malaguti     | +1 min 05 s 603 |        |
| 29   | Imre Toth             | Aprilia      | +1 min 16 s 271 |        |
| 30   | Dino Lombardi         | Aprilia      | +1 min 17 s 141 |        |
| 31   | Stefan Bradl          | KTM          | +1 min 39 s 032 |        |
| 32   | Robert Muresan        | Aprilia      | +1 tour         |        |
| 33   | Patrick vd Waarsenbur | Honda        | +1 tour         |        |
| Abd. | Angel Rodrigez        | Aprilia      | Abandon         |        |
| Abd. | Karel Abraham         | Aprilia      | Abandon         |        |
| Abd. | Hugo vd Berg          | Aprilia      | Abandon         |        |
| Abd. | Andrea Iannone        | Aprilia      | Abandon         |        |
| Abd. | Fabrizio Lai          | Honda        | Abandon         |        |
| Abd. | Gert-Jan Kok          | Honda        | Abandon         |        |
| Abd. | Alexis Masbou         | Malaguti     | Abandon         |        |
| Abd. | Federico Sandi        | Aprilia      | Abandon         |        |
| Abd. | Michele Pirro         | Aprilia      | Abandon         |        |
| Abd. | Mateo Túnez           | Aprilia      | Abandon         |        |